# Championnat de Maurice de football 2011
Navigation
Saison précédente Saison suivante
L'édition 2011 du championnat de Maurice oppose quatorze clubs mauriciens et se déroulera sur cinq mois. À cause de la préparation de la sélection mauricienne aux Jeux des îles de l'océan Indien 2011, cette saison a été raccourcie. Les huit premiers seront qualifiés pour la saison 2012, qui sera le premier championnat professionnel de Maurice qui avait jusqu'alors le statut d'amateur. L’US Beau-Bassin/Rose Hill reléguée est remplacée par l'US Highlands et le Cercle de Joachim.
Les quatorze formations sont regroupées au sein d'une poule unique où elles n'affrontent leurs adversaires qu'une seule fois, selon un calendrier établi avant le démarrage du championnat. À la fin de la compétition, les huit premiers du classement sont assurés de disputer la prochaine saison du championnat, qui sera la première sous l'ère professionnelle et qui se disputera avec seulement huit formations. Toutes les autres équipes seront reléguées en deuxième division mauricienne.
À noter que l'équipe du CTNFB - 19 ans dispute le championnat mais ne peut en aucun cas prétendre à une des places pour l'édition 2012; si cette formation termine parmi les huit premiers, le 9e sera alors qualifié pour la prochaine saison de première division.
À l'origine, le championnat devait se dérouler entre 14 équipes, mais la MFA décida le 22 juin 2011 de retirer l'Étoile de l'Ouest car il a été déterminé que l'Etoile de L'Ouest SC n'était pas apte à concourir dans la Ligue mauricienne, après avoir perdu par une large majorité dans les jeux précédents et étant très peu professionnel, qui comprenait seulement 8 joueurs dans un match. Cela a pour effet immédiat du retrait de l'équipe du championnat et tous les matchs de l'équipe sont annulés.

## Les clubs participants
| - Curepipe Starlight SC - Faucon Flacq SC - Etoile de l'Ouest (forfait) - CTNFB - 19 ans - Pointe-aux-Sables Mates - Savanne SC - AS Port-Louis 2000 | - Pamplemousses SC - AS de Vacoas-Phoenix - Petite Rivière Noire SC - US Highlands - Promu de D2 - Entente Boulet Rouge-Riche Mare Rovers - AS Rivière du Rempart - Cercle de Joachim SC - Promu de D2 |

## Classement
Le classement est établi sur le barème de points classique (victoire à 3 points, match nul à 1, défaite à 0).
| Rang | Équipe                                 | Pts | J  | G  | N | P | Bp | Bc | Diff |
| ---- | -------------------------------------- | --- | -- | -- | - | - | -- | -- | ---- |
| 1    | AS Port-Louis 2000                     | 30  | 12 | 10 | 0 | 2 | 29 | 8  | +21  |
| 2    | AS Vacoas-Phoenix                      | 29  | 12 | 9  | 2 | 1 | 29 | 5  | +24  |
| 3    | Savanne SC                             | 22  | 12 | 7  | 1 | 4 | 23 | 17 | +6   |
| 4    | Pamplemousses SC (T)                   | 21  | 12 | 6  | 3 | 3 | 22 | 15 | +7   |
| 5    | Pointe-aux-Sables Mates                | 19  | 12 | 6  | 1 | 5 | 23 | 20 | +3   |
| 6    | Cercle de Joachim SC (P)               | 18  | 12 | 5  | 3 | 4 | 13 | 15 | -2   |
| 7    | AS Rivière du Rempart                  | 16  | 12 | 5  | 1 | 6 | 11 | 11 | 0    |
| 8    | Petite Rivière Noire SC                | 15  | 12 | 4  | 3 | 5 | 16 | 16 | 0    |
| 9    | Curepipe Starlight SC                  | 13  | 12 | 3  | 4 | 8 | 11 | 15 | -4   |
| 10   | Entente Boulet Rouge-Riche Mare Rovers | 10  | 12 | 2  | 4 | 6 | 12 | 23 | -11  |
| 11   | CTNFB - 20                             | 9   | 12 | 1  | 6 | 5 | 14 | 27 | -13  |
| 12   | US Highlands (P)                       | 9   | 12 | 2  | 3 | 7 | 8  | 22 | -14  |
| 13   | Faucon Flacq SC                        | 6   | 12 | 1  | 3 | 8 | 10 | 27 | -17  |

| Légende : Qualifications et relégations | Légende : Qualifications et relégations                                                       |
| --------------------------------------- | --------------------------------------------------------------------------------------------- |
|                                         | Qualification pour la Ligue des champions de la CAF 2012                                      |
|                                         | Qualifiés pour la Barclays Premier League 2012                                                |
|                                         | Clubs qui disputeront National 1st Division 2012                                              |
|                                         | (T) : Tenant du titre (P) : Promu de deuxième division (C) : Vainqueur de la Coupe de Maurice |

Les huit premiers du championnat disputeront le championnat de Maurice de football 2012, alors que les cinq derniers iront en deuxième division mauricienne.

## Bilan de la saison
| Championnat de Maurice de football 2011 | |
| Champion                                | AS Port-Louis 2000 (5e titre)                                                                            |
| Coupes et trophées                      | |
| Vainqueur de la Coupe de Maurice 2011   | ? |
| Promotions et relégations               | |
| Promus en Barclays League               | Aucun |
| Relégués en First League                | Curepipe Starlight SC Entente Boulet Rouge-Riche Mare Rovers CTNFB - 20 ans US Highlands Faucon Flacq SC |